# Hajós
Hajós là một thành phố thuộc hạt Bács-Kiskun, Hungary. Thành phố này có diện tích 89,92 km², dân số năm 2010 là 3222 người, mật độ 36 người/km².